# Barrosia balearica
Barrosia balearica is een mosdiertjessoort uit de familie van de Calloporidae. De wetenschappelijke naam van de soort is voor het eerst geldig gepubliceerd in 2010 door Javier Souto, Oscar Reverter-Gil en Eugenio Fernández-Pulpeiro.